# Yitayew Abuhay
Yitayew Abuhay, född 1 december 1996, är en israelisk långdistanslöpare.

## Karriär
Abuhay gjorde internationell mästerskapsdebut vid junior-EM 2015 i Eskilstuna, där han slutade på 12:e plats på 5 000 meter på tiden 14.55,53. Följande år slutade Abuhay på 37:e plats i U23-loppet vid terränglöpnings-EM 2016 i Chia på tiden 24.07. År 2017 slutade han på 10:e plats på 10 000 meter vid U23-EM i Bydgoszcz med tiden 30.09,37. I december samma år slutade Abuhay på 50:e plats i U23-loppet vid terränglöpnings-EM i Šamorín på tiden 25.44. 
År 2018 slutade Abuhay på 39:e plats i U23-loppet vid terränglöpnings-EM i Tilburg med tiden 25.02. Följande år tävlade han i seniortävlingen vid terränglöpnings-EM i Lissabon, men fullföljde inte loppet. År 2020 tävlade Abuhay vid halvmaraton-VM i Gdynia och slutade på 91:a plats med tiden 1:04.21.
År 2023 slutade Abuhay på 62:a plats i halvmaraton vid landsvägslöpning-VM i Riga med tiden 1:04.34. I december samma år slutade han på 61:a plats vid terränglöpnings-EM i Bryssel med tiden 32.33. Följande år slutade Abuhay på 23:e plats i A-loppet (totalt 33:e plats) på 10 000 meter vid EM 2024 i Rom med tiden 29.05,32. År 2025 slutade han på 25:e plats i maraton vid landsvägslöpning-VM i Leuven med tiden 2:20.50. Abuhay var även en del av det israeliska laget som tog guld i lagtävlingen i maraton.
Abuhay har blivit israelisk mästare två gånger på 5 000 meter (2021, 2022).

## Personliga rekord
- 5 000 meter: 13.44,31 min, 2 juli 2022 i Heusden-Zolder
- 10 000 meter: 27.52,11 min, 18 maj 2024 i London
- 10 km landsväg: 28.56 min, 14 januari 2024 i Valencia
- Halvmaraton: 1:03.40 h, 20 oktober 2024 i New Delhi
- Maraton: 2:07.26 h, 23 februari 2025 i Sevilla